# Ruta europea E14
La ruta europea E14 es una carretera que forma parte de la red de carreteras internacionales europea. Comienza en Trondheim, Noruega y finaliza en Sundsvall, Suecia. Tiene una longitud de 448 km.
Enlaza con estas carreteras de la red europea:
- E-04
- E-06
- E-39